# Armand Laurienté
Armand Gaëtan Laurienté (Gonesse, 4 dicembre 1998) è un calciatore francese originario di Guadalupa, attaccante del Sassuolo.

## Caratteristiche tecniche
È un’ala destra, versante in cui può giocare anche come esterno di centrocampo, adattabile anche sull’out mancino. Possiede grandi mezzi atletici che risultano un plus nelle sue qualità palla al piede. Buone capacità in conduzione, è in grado di usare la propria accelerazione per poi creare superiorità numerica e saltare l’uomo, è devastante nell'uno contro uno. Ha inoltre ottime qualità balistiche da calcio piazzato.

## Carriera

### Club

#### Gli inizi in Francia
A 13 anni era a Clairefontaine, il centro tecnico federale da cui escono i migliori talenti calcistici francesi. Suo compagno di stanza era Kylian Mbappé. Cresciuto nel settore giovanile del Rennes, nel 2015 è stato promosso nella squadra riserve dove è rimasto per tre stagioni collezionando 16 presenze e segnando 7 reti fra quarta e quinta divisione francese. Dopo aver firmato il suo primo contratto professionistico, nel settembre 2018 è stato ceduto in prestito fino a gennaio all'Orléans dove ha realizzato 3 reti in 12 partite.
Il prestito al Lorient
Il 17 febbraio 2019, una volta rientrato fra le file del club rossonero, ha debuttato in Ligue 1 giocando l'incontro perso 2-0 contro lo Stade Reims. Il 1º settembre seguente è stato ceduto in prestito al Lorient, che al termine della stagione ha deciso di riscattare definitivamente il cartellino. Rimane a Lorient fino al 2022 totalizzando 12 reti in 68 presenze.

#### Sassuolo
Il 31 agosto 2022 viene ingaggiato a titolo definitivo dal Sassuolo. Esordisce con i neroverdi in serie A il 4 settembre successivo, nel pareggio per 0-0 in casa della Cremonese. Il 2 ottobre segna il primo gol in serie A, aprendo le marcature nel rotondo successo per 5-0 sulla Salernitana. Il 12 marzo 2023 realizza la sua prima doppietta con la maglia del Sassuolo in occasione del match contro la Roma terminato poi 3-4. Sceso in serie B con i neroverdi dopo la retrocessione al termine della stagione 2023-2024, il 21 settembre segna la sua prima rete nel campionato cadetto, decidendo la vittoriosa trasferta in casa del Cosenza.
Disputa una stagione da assoluto leader in Serie B trascinando la squadra fino alla promozione in Serie A, realizza 18 goal e 6 assist in 32 gare tra cui due doppiette contro Mantova e Cesena. Nella gara contro la Carrarese festeggia le 100 presenze in neroverde e due settimane dopo, nella gara interna con il Catanzaro, viene premiato con una targa e una maglia celebrativa del club per essere entrato nel club dei centenari. È stato premiato MVP del mese di febbraio e anche di aprile del campionato di B. Inoltre, al termine della sfida con il Catanzaro è stato premiato come MVP 2024-25 del campionato Serie BKT La votazione ha visto coinvolti i giornalisti di DAZN, broadcaster ufficiale del campionato, Stats Perform e Chiamarsi Bomber che insieme non hanno avuto dubbi nel celebrare l’ottima annata del n.45 neroverde culminata col primo posto in campionato della propria squadra. Ha vinto il Premio Pablito come capocannoniere della Serie B con 18 reti in 33 partite.

### Nazionale
Nel 2021 è stato convocato per l'Europeo Under-21, collezionando 2 presenze da subentrante.

## Statistiche

### Presenze e reti nei club
Statistiche aggiornate al 10 maggio 2025.
| Stagione        | Squadra         | Campionato      | Campionato | Campionato | Coppe nazionali | Coppe nazionali | Coppe nazionali | Coppe continentali | Coppe continentali | Coppe continentali | Altre coppe | Altre coppe | Altre coppe | Totale | Totale |
| Stagione        | Squadra         | Comp            | Pres       | Reti       | Comp            | Pres            | Reti            | Comp               | Pres               | Reti               | Comp        | Pres        | Reti        | Pres   | Reti   |
| --------------- | --------------- | --------------- | ---------- | ---------- | --------------- | --------------- | --------------- | ------------------ | ------------------ | ------------------ | ----------- | ----------- | ----------- | ------ | ------ |
| 2017-2018       | Rennes 2        | N2              | 16         | 7          | -               | -               | -               | -                  | -                  | -                  | -           | -           | -           | 14     | 7      |
| 2018-gen. 2019  | Orléans         | L2              | 12         | 3          | CF+CdL          | 2+3             | 0               | -                  | -                  | -                  | -           | -           | -           | 17     | 3      |
| gen.-giu. 2019  | Rennes          | L1              | 1          | 0          | CF+CdL          | 1+0             | 0               | UEL                | 0                  | 0                  | -           | -           | -           | 2      | 0      |
| 2019-2020       | Lorient         | L2              | 19         | 2          | CF+CdL          | 4+0             | 1+0             | -                  | -                  | -                  | -           | -           | -           | 23     | 3      |
| 2020-2021       | Lorient         | L1              | 29         | 3          | CF              | 0               | 0               | -                  | -                  | -                  | -           | -           | -           | 29     | 3      |
| 2021-2022       | Lorient         | L1              | 35         | 6          | CF              | 1               | 0               | -                  | -                  | -                  | -           | -           | -           | 36     | 6      |
| ago. 2022       | Lorient         | L1              | 3          | 1          | CF              | -               | -               | -                  | -                  | -                  | -           | -           | -           | 3      | 1      |
| Totale Lorient  | Totale Lorient  | Totale Lorient  | 86         | 12         |                 | 1               | 0               |                    | -                  | -                  |             | -           | -           | 87     | 12     |
| set. 2022-2023  | Sassuolo        | A               | 28         | 7          | CI              | -               | -               | -                  | -                  | -                  | -           | -           | -           | 28     | 7      |
| 2023-2024       | Sassuolo        | A               | 37         | 5          | CI              | 3               | 0               | -                  | -                  | -                  | -           | -           | -           | 40     | 5      |
| 2024-2025       | Sassuolo        | B               | 33         | 18         | CI              | 1               | 1               | -                  | -                  | -                  | -           | -           | -           | 34     | 19     |
| Totale Sassuolo | Totale Sassuolo | Totale Sassuolo | 98         | 30         |                 | 4               | 1               |                    | -                  | -                  |             | -           | -           | 102    | 31     |
| Totale carriera | Totale carriera | Totale carriera | 212        | 52         |                 | 16              | 2               |                    | 0                  | 0                  |             | -           | -           | 228    | 54     |

### Cronologia presenze e reti in nazionale
| Cronologia completa delle presenze e delle reti in nazionale ― Francia under 21 | Cronologia completa delle presenze e delle reti in nazionale ― Francia under 21 | Cronologia completa delle presenze e delle reti in nazionale ― Francia under 21 | Cronologia completa delle presenze e delle reti in nazionale ― Francia under 21 | Cronologia completa delle presenze e delle reti in nazionale ― Francia under 21 | Cronologia completa delle presenze e delle reti in nazionale ― Francia under 21 | Cronologia completa delle presenze e delle reti in nazionale ― Francia under 21 | Cronologia completa delle presenze e delle reti in nazionale ― Francia under 21 |
| Data                                                                            | Città                                                                           | In casa                                                                         | Risultato                                                                       | Ospiti                                                                          | Competizione                                                                    | Reti                                                                            | Note                                                                            |
| ------------------------------------------------------------------------------- | ------------------------------------------------------------------------------- | ------------------------------------------------------------------------------- | ------------------------------------------------------------------------------- | ------------------------------------------------------------------------------- | ------------------------------------------------------------------------------- | ------------------------------------------------------------------------------- | ------------------------------------------------------------------------------- |
| 25-3-2021                                                                       | Szombathely                                                                     | Francia under 21                                                                | 0 – 1                                                                           | Danimarca under 21                                                              | Europeo Under-21 2021 - 1º turno                                                | -                                                                               | 77’                                                                             |
| 31-3-2021                                                                       | Győr                                                                            | Islanda under 21                                                                | 0 – 2                                                                           | Francia under 21                                                                | Europeo Under-21 2021 - 1º turno                                                | -                                                                               | 61’                                                                             |
| Totale                                                                          |                                                                                 | Presenze                                                                        | 2                                                                               |                                                                                 | Reti                                                                            | 0                                                                               |                                                                                 |

## Palmarès

### Club

#### Competizioni nazionali
- Campionato francese di seconda divisione: 1

Lorient: 2019-2020
- Campionato italiano di Serie B: 1

Sassuolo: 2024-2025

### Individuale
- Capocannoniere della Serie B: 1

2024-2025 (18 gol)